# Franjo Mihalić

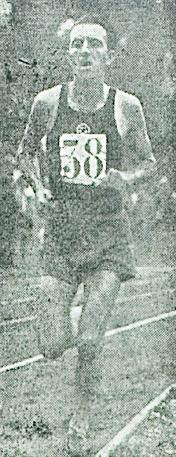
Franjo Mihalić um 1955

Franjo Mihalić (* 9. März 1920 in Kutina, Königreich der Serben, Kroaten und Slowenen; † 14. Februar 2015 in Belgrad) war ein kroatisch/jugoslawischer Langstreckenläufer.

## Erfolge
Mihalić nahm dreimal an Olympischen Spielen teil. 1952 belegte er im 10.000-Meter-Lauf den 18. Platz in 30:53,2 Minuten. Vier Jahre später gewann er bei den Olympischen Sommerspielen 1956 die Silbermedaille im Marathonlauf in 2:26:32 Stunden. 1960 ging er noch einmal im Marathonlauf an den Start und belegte in 2:21:52 Stunden den 12. Platz.
Er stellte 25 nationale Rekorde über verschiedene Langstrecken auf und gewann u. a. 1958 den  Boston-Marathon in der Zeit von 2:25:54.
Seine persönlichen Bestzeiten betrugen 29:37,6 Minuten über 10.000 m (1954) sowie 2:21:24 Stunden im Marathonlauf (1957).
Er trainierte viele Athleten wie Petar Šegedin, Zdravko Ceraj, Zvonko Sabolović, Boris Brnad, Dragutin „Drago“ Štritof, Danijel „Dane“ Korica, Andrija Ottenheimer, Dragan Životić, Krešimir „Krešo“ Račić, Nedeljko „Nedo“ Farčić, Josip „Jože“ Međimurec, Srba Nikolić, Dragoslav Prpa, Ivan Mustapić,  Miloš Mitrić, Goran Raičević, Anđelko Rističević und Miloš Vučković.